# ロイヤル・ホテル (パース)
ロイヤル・ホテル (Royal Hotel) は、西オーストラリア州パースのウェリントン・ストリートとウィリアム・ストリートの角に百年以上存続している、1882年竣工のかつてホテルだった建物。2000年8月25日付で西オーストラリア州登録史跡として登録された。
初期にはシュルースス・ロイヤル・ホテル (Schruth's Royal Hotel) と称されていた時期もあったことが、1894年当時の記録に見える
1906年には、ファサードの大規模な改修が施された
1925年にはスワン・ブルワリーがこの建物を買った。
20世紀を通して、周辺の街並みでは大々的な変化が進んだが、このホテルの建物はそのまま残った。大規模なリノベーションを経て、2019年11月16日に、新たにザ・ロイヤル (The Royal) というパブがこの建物を使って開業した。